# България на летните олимпийски игри 1924
България се състезава на Летните олимпийски игри 1924 в Париж, Франция. Това е първото появяване на страна на модерните олимпийски игри, след създаването на Българския олимпийски комитет, макар че според някои източници Шарл Шампо представя България на първите Летни олимпийски игри 1896.

## Атлетика
Четирима атлети представят България през 1924 г. Това е дебют на страната в този спорт.
| Атлет             | Събитие    | Рундове    | Рундове | Четвърфинали  | Четвърфинали  | Полуфинали    | Полуфинали    | Финали        | Финали        |
| Атлет             | Събитие    | Резултат   | Място   | Резултат      | Място         | Резултат      | Място         | Резултат      | Място         |
| ----------------- | ---------- | ---------- | ------- | ------------- | ------------- | ------------- | ------------- | ------------- | ------------- |
| Любен Карастоянов | 1500 m     | N/A        | N/A     | N/A           | N/A           | неизвестен    | 5             | не продължава | не продължава |
| Кирил Петрунов    | 400 m      | неизвестен | 4       | не продължава | не продължава | не продължава | не продължава | не продължава | не продължава |
| Кирил Петрунов    | Дълъг скок | N/A        | N/A     | N/A           | N/A           | 6.00          | 9             | не продължава | не продължава |
| Кирил Петрунов    | Троен скок | N/A        | N/A     | N/A           | N/A           | 12.015        | 9             | не продължава | не продължава |
| Антон Цветанов    | 10000 m    | N/A        | N/A     | N/A           | N/A           | N/A           | N/A           | не финишира   | не финишира   |
| Васил Венков      | 10000 m    | N/A        | N/A     | N/A           | N/A           | N/A           | N/A           | не финишира   | не финишира   |

## Колоездене
Седем колоездачи представят България през 1924 г., което е и дебют на страната в този спорт.

### Колоездене на шосе
| Колоездач                                                        | Събитие             | Финал        | Финал        |
| Колоездач                                                        | Събитие             | Резултат     | Място        |
| ---------------------------------------------------------------- | ------------------- | ------------ | ------------ |
| Георги Абаджиев                                                  | Колоездене за време | 8:08:35.0    | 53           |
| Атанас Атанасов                                                  | Колоездене за време | не финишира  | не финишира  |
| Михаил Георгиев                                                  | Колоездене за време | не финишира  | не финишира  |
| Михаил Клайнеров                                                 | Колоездене за време | 8:23:18.0    | 57           |
| Георги Абаджиев Атанас Атанасов Михаил Георгиев Михаил Клайнеров | Отборно колоездене  | не финишират | не финишират |

### Колоездене на писта
| Колоездач        | Събитие | Първи кръг | Първи кръг | First repechage | First repechage | Четвъртфинали | Четвъртфинали | Second repechage | Second repechage | Полуфинали    | Полуфинали    | Финал         | Финал         |
| Колоездач        | Събитие | Резултат   | Място      | Резултат        | Място           | Резултат      | Място         | Резултат         | Място            | Резултат      | Място         | Резултат      | Място         |
| ---------------- | ------- | ---------- | ---------- | --------------- | --------------- | ------------- | ------------- | ---------------- | ---------------- | ------------- | ------------- | ------------- | ------------- |
| Борис Димчев     | Спринт  | неизвестно | 3 r        | не стартира     | не стартира     | не продължава | не продължава | не продължава    | не продължава    | не продължава | не продължава | не продължава | не продължава |
| Продан Георгиев  | 50 km   | N/A        | N/A        | N/A             | N/A             | N/A           | N/A           | N/A              | N/A              | N/A           | N/A           | неизвестно    | 8–36          |
| Борислав Стоянов | 50 km   | N/A        | N/A        | N/A             | N/A             | N/A           | N/A           | N/A              | N/A              | N/A           | N/A           | неизвестно    | 8–36          |

## Конна езда
Двама конни ездачи представят България, това също е национален дебют в спорта и в игрите.
| Конен ездач      | Събите          | Финал       | Финал       | Финал       |
| Конен ездач      | Събите          | Резултат    | Време       | Място       |
| ---------------- | --------------- | ----------- | ----------- | ----------- |
| Крум Лекарски    | Всестранна езда | не финишира | не финишира | не финишира |
| Владимир Стойчев | Обездка         | 220.2       | N/A         | 17          |
| Владимир Стойчев | Всестранна езда | 533.5       | N/A         | 31          |

## Футбол
България се състезава за пръв път на футболния турнир на олимпийски игри.
- Ирландска свободна държава -  България – 1:0; Голмайстор: Пади Дънкан 75 минута